# John Beazley
John Davidson Beazley CH (Glasgow, 13 de setembro de 1885 — Oxford, 6 de maio de 1970) foi um historiador da arte e arqueólogo britânico, estudioso da cerâmica antiga clássica. Foi responsável por criar o maior índice de cerâmicas gregas antigas baseado em estilos artísticos.

## Carreira acadêmica
Depois de se formar, Beazley passou um tempo na Escola Britânica de Atenas. Ele então voltou para a Universidade de Oxford como estudante e tutor de Clássicos na Christ Church. 
Durante a Primeira Guerra Mundial, Beazley serviu na inteligência militar. Ele trabalhou na Divisão de Inteligência Naval. Ele ocupou o posto temporário de segundo-tenente de março a outubro de 1916 quando estava destacado para o exército.

Em 1925, ele se tornou Lincoln Professor de Arqueologia Clássica e Arte da Universidade de Oxford, uma posição que ocupou até 1956. Especializou-se em grego decorado cerâmica, e tornou-se uma autoridade mundial no assunto. Ele adaptou o método da história da arte iniciado por Giovanni Morelli para atribuir as "mãos" específicas (estilo) de workshops e artistas específicos, mesmo onde nenhuma peça assinada oferecesse um nome, por exemplo, o Pintor de Berlim, cuja produção ele primeiro distinguiu. Ele olhou para a varredura da cerâmica clássica - peças maiores e menores - para construir uma história de oficinas e artistas na Atenas antiga. A primeira edição em inglês de seu livro, Attic Red-figure Vase-painters , apareceu em 1942 (em alemão como Attische Vasenmaler des rotfigurigen Stils, 1925).

## Ligação externa
- (em inglês) The Beazley Archive